# Rébellion du M23
Pour  l’offensive en cours voir Conflit du M23, qui traite de la reprise des armes du Mouvement du 23 mars (M23) à partir de novembre 2021.
Guerre du Kivu
Batailles
Bataille de Goma (2012)
La rébellion du M23 ou mutinerie du M23 est une insurrection armée qui se déroule d'avril 2012  à novembre 2013 dans la province du Nord-Kivu, au nord-est de la république démocratique du Congo (RDC). C'est une des phases des conflits armés qui déstabilisent la région du Kivu depuis 2004. Cette mutinerie fait suite à une première rébellion, conduite par Laurent Nkunda et son groupe de rebelles, le Congrès national pour la défense du peuple (CNDP), de 2004 à 2009.
En avril 2012, des anciens membres du CNDP, intégrés à l'armée régulière, se mutinent contre le gouvernement congolais, accusant Kinshasa de ne pas respecter l'accord du 23 mars 2009. Les mutins forment un groupe de rebelles, appelé Mouvement du 23 Mars (M23). Cette rébellion, majoritairement Tutsi, va s'emparer de pans du Nord-Kivu, et prend le contrôle de Goma, avant d'être défait par les troupes gouvernementales et les soldats de la MONUSCO, et de se réfugier au Rwanda et en Ouganda. Fin 2013, un accord entre Kinshasa et le M23 visant à démobiliser et amnistier les anciens combattants du M23 est signé à Nairobi. Le mouvement connait toutefois une résurgence à partir de 2021.
La RDC accuse le Rwanda de soutenir les rebelles du M23, ces allégations sont corroborés par différents rapports d'experts mandatés par l'ONU, les États-Unis et d'autres pays occidentaux, bien que Kigali s'en défende.
Le M23 est accusé de nombreuses exactions contre les populations locales.

## Contexte
En mars 2009, la rébellion du Congrès national pour la défense du peuple (CNDP) a signé un traité de paix avec le gouvernement, dans lequel il acceptait de devenir un parti politique en échange de la relaxe de ses membres en prison. Une partie des rebelles fut intégrée dans l'armée régulière congolaise.
Le 4 avril 2012, il fut rapporté que Bosco Ntaganda et 300 membres des Forces armées de la république démocratique du Congo (FARDC) avaient déserté et se sont heurtés aux forces gouvernementales dans la région de Rutshuru au nord de Goma,.
Un rapport indique que des rebelles avaient reçu du soutien du Rwanda. 25 membres rwandais du M23 se rendent alors aux forces armées congolaises, portant le chiffre de personnes s'étant rendues à plus de 370 soldats.

## Déroulement

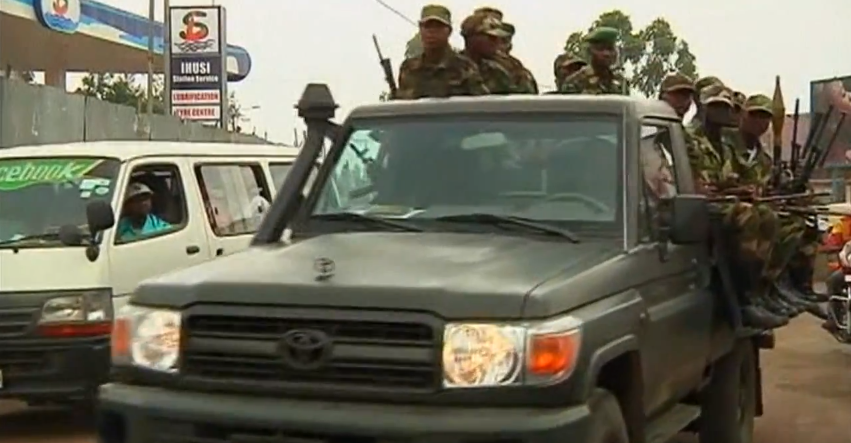
Combattants du M23 lors de la prise de Goma, 29 novembre 2012.

Le 6 juillet 2012, le M23 a attaqué la ville de Bunagana, à moins d'un kilomètre de la frontière avec l'Ouganda et l'a conquise. Près de 600 membres des troupes ont fui la frontière et ont accouru en Ouganda. Les rebelles annonçaient la fin de l'offensive, si le gouvernement acceptait d'engager des pourparlers de paix avec eux.
Après la mort d'un soldat de maintien de la paix indien, les Nations unies ont commandé des attaques contre les rebelles dans la région.

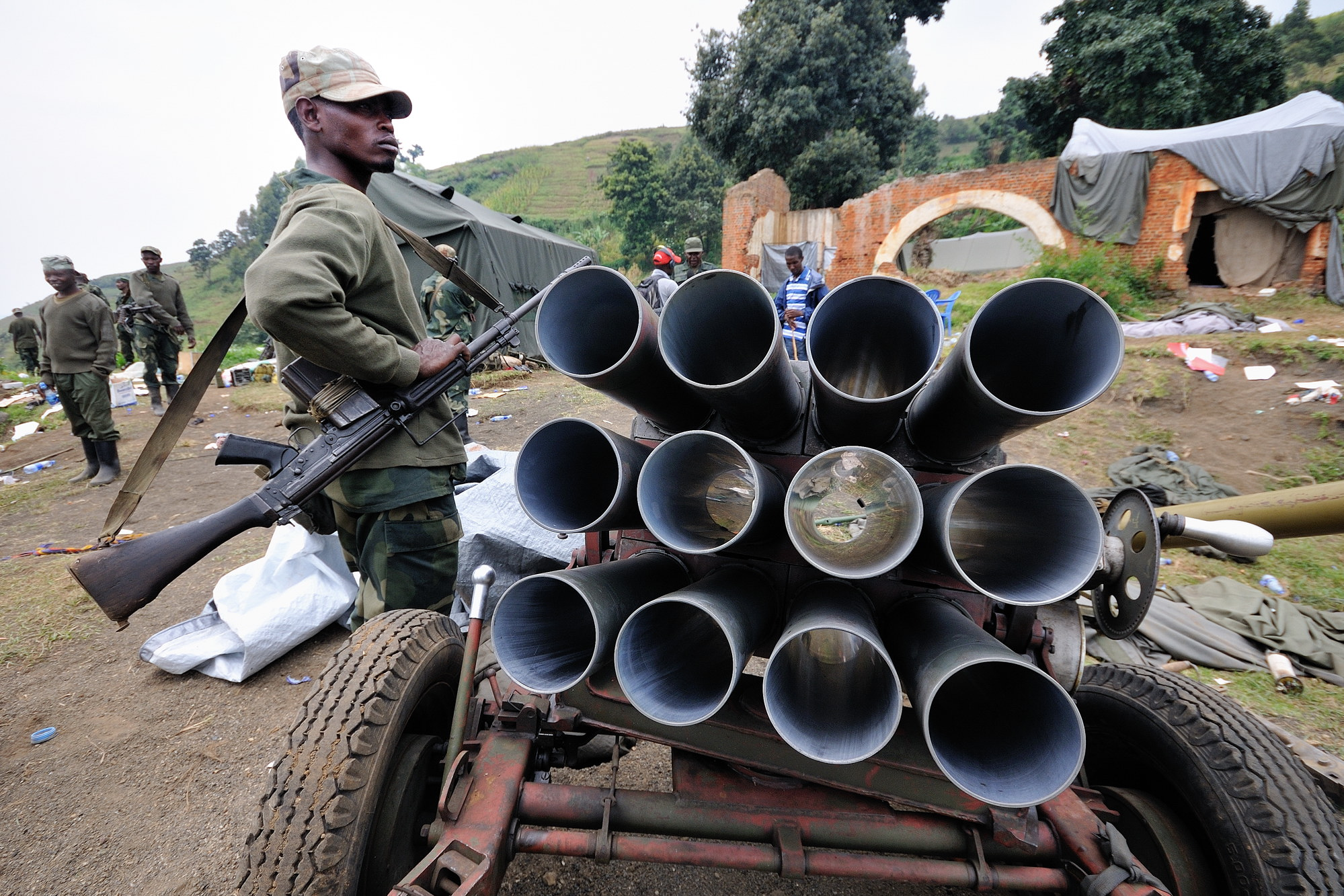
Un membre du M23 armé d'un FN FAL à côté d'un lance-roquette multiple Type 63 de 107 mm le 7 juillet 2012.

En juillet 2012 les rebelles conquièrent Rutshuru, à 70 kilomètres au nord de Goma. Au petit matin du 10 juillet, ils sont à 40 kilomètres de Goma. Des témoins racontent que des rebelles ont apparemment conquis villes et villages sans rencontrer de résistance de la part des forces armées gouvernementales. De la même façon, les villes de Rubare et Ntamugenga tombent sous le contrôle des rebelles.
Le 20 juillet 2012, le M23 et des forces armées gouvernementales échangent des tirs autour de Kibumba et Rugari, ce qui force des milliers de civils à fuir en direction de Goma. Des hélicoptères d'attaque des Nations unies étaient aperçus en route pour le front. La situation sécuritaire dans l'est du Congo se détériore rapidement.
Le 21 juillet 2012, le gouvernement des États-Unis annonce la diminution de son aide militaire pour le Rwanda. Le rapporteur des crimes de guerre des États–Unis, Stephen Rapp signale que les autorités rwandaises seront inculpées de « soutien et incitation » à des crimes de guerre : « D'après le droit international, il y a une limite au-delà de laquelle on peut être rendu responsable, d'avoir aidé un groupe à commettre des atrocités ».
Malgré les mises en cause d'utilisation du conflit à des fins de profits économiques, via l'exploitation illégale du coltan, le Rwanda a nié les rapports experts des Nations unies et des groupes de défense des droits de l'Homme, selon lesquels il soutiendrait les rebelles, dont le groupe M23. Ce dernier, a conquis des parties de la province du Nord-Kivu ce qui a entrainé le déplacement de 260 000 personnes depuis avril.

### Prise de Goma
Après une trêve de plusieurs mois, les combats reprennent, et au bout de cinq jours d'affrontements, le 20 novembre 2012, les rebelles du M23 prennent le contrôle de Goma et de ses alentours, forçant l'armée congolaise à se retirer à Sake. Le 21 novembre 2012, les forces armées du M23 s'emparent de Sake sans rencontrer de résistance, les FARDC ayant quitté la localité la nuit précédent l'offensive du M23,. Le lendemain, une contre offensive de l'armée congolaise déloge temporairement les rebelles de Sake, mais dans les heures qui suivent, le M23 reprend possession de la ville,. Les rebelles demandent une négociation directe avec le président Kabila pour rétablir la paix en RDC.
Le 24 novembre 2012, les dirigeants africains se réunissent à Kampala pour discuter et trouver des solutions au conflit. Par ailleurs, depuis la prise de Goma, de nombreuses négociations ont eu lieu entre les présidents ougandais, congolais et rwandais. Aux termes d'une médiation des pays des Grands Lacs, le M23 accepte de se retirer de la région, en échange de l'ouverture de négociations avec Joseph Kabila. Le 30 novembre 2012, un millier de miliciens du M23 partent de Sake,. Le 1er décembre 2012, les rebelles du M23 quittent la ville de Goma,.
Ces combats ont provoqués la fuite de milliers de civils en direction du camp de réfugiés de Mugunga dans les environs de Goma,, ainsi que vers le Rwanda, portant le nombre de déplacés dans l'Est de la RDC à 2,4 millions de personnes.

### Suite des combats
Le Conseil de sécurité des Nations unies a approuvé le 28 mars 2013 par la résolution 2098 la création d'une brigade d'intervention au sein de la Mission de l'Organisation des Nations unies pour la stabilisation en république démocratique du Congo (MONUSCO) chargée de « mener des opérations offensives ciblées » contre les groupes d'insurgés dans l'Est de la RDC.
Cette brigade d'intervention (Force Intervention Brigade, FIB) a un effectif autorisé de 3 069 casques bleus provenant d'Afrique du Sud, de Tanzanie et du Malawi.
À partir du 1er août 2013, avec les forces congolaises régulières et la brigade de l’ONU du Nord-Kivu, elle établit une zone de sécurité à Goma et dans les localités situées au nord de la ville.
Le 7 mars 2013, lors d’un congrès de la rébellion, l'ancien porte-parole Bertrand Bisimwa est nommé président du M23 à la place de Jean-Marie Runiga. Le clan de Runiga contestant cette décision, des combats ont ensuite éclaté entre les deux factions, dans la région de Rugari. Selon Radio Okapi, la radio de la MONUSCO, il y aurait eu 5 morts et des blessés civils.

### Dissolution du mouvement armé
À partir du 25 octobre 2013, les forces congolaises appuyées par une brigade d'intervention de l'ONU lancent une offensive avec des moyens lourds : plus de 3 600 militaires congolais déployant des chars T-55 et des véhicules de combat d'infanterie BMP-2 et la brigade de la force d'intervention de la MONUSCO appuyé par de l'artillerie, des Mi-35 de l’armée ukrainienne, trois Denel AH-2 Rooivalk de la force aérienne sud-africaine (qui interviennent à partir du 4 novembre) lancent une offensive générale dans la zone de 700 km2 contrôlée par le M23.
Dans la nuit du 4 au 5 novembre 2013, l'armée congolaise chasse les combattants du M23, au nombre de 400 à 450, des dernières positions qu'ils occupaient dans les montagnes du Nord-Kivu, à la frontière du Rwanda et de l'Ouganda. Les pertes sont selon l'armée congolaise de 292 morts dans les rangs du M23.
Le 5 novembre, le M23 déclare qu'il dépose les armes et, deux jours plus tard, environ 1 600 membres du M23 se rendent aux autorités de l'Ouganda. Après l'échec de l'élaboration d'un premier document commun sur un accord début novembre, la RDC et le M23 signent le 12 décembre à Nairobi un accord de paix qui confirme la dissolution du M23, définit les modalités de la démobilisation et conditionne à l'abandon de la violence la reconnaissance des droits de ses membres.

## Résurgence en 2021
En novembre 2021, le Mouvement du 23 mars, qui jusque là était resté discret, redevient actif dans l'est de la république démocratique du Congo et lance une nouvelle insurrection dans la région du Nord-Kivu.